# Västergötlands runinskrifter 21
Västergötlands runinskrifter 21 är en nu försvunnen runristad vikingatida gravhäll av kalksten som funnits på Häggesleds kyrkogård, Häggesleds socken och Lidköpings kommun. Stenen har sannolikt utgjort ena gavelhällen i en gravkista av Husabytyp, där Vg 22 har utgjort den andra.

## Inskriften
Translitterering av runraden:
[hulfast × lafþi × stin × ifiʀ ×]
Normalisering till runsvenska:
Holmfastr lagði stæin yfiʀ
Översättning till nusvenska:
Holmfast lade stenen över
Ristningarna på Vg 21 och Vg 22 tillsammans läses "Holmfast lade stenen över Kale, sin fader. Gud ...".